# 5267 Zegmott
Az 5267 Zegmott (ideiglenes jelöléssel (5267) 1966 CF) a Naprendszer kisbolygóövében található aszteroida. A Bíbor-hegyi Obszervatórium fedezte fel 1966. február 13-án.